# Hôtel de Bagis
Hôtel de Clary, Hôtel de pierre
L'hôtel de Bagis, de Clary ou Daguin, est un hôtel particulier situé au no 25 rue de la Dalbade, dans le centre historique de Toulouse. Les Toulousains l'appellent l’« hôtel de pierre », car sa façade est toute en pierre, ce qui était unique à Toulouse au XVIIe siècle. Il constitue un ensemble exceptionnel de la Renaissance toulousaine.
La construction d'un premier hôtel débute en 1537 sous la direction du célèbre architecte toulousain Nicolas Bachelier : la façade sur cour aux Atlantes en est le plus beau témoin. L'hôtel est modifié en 1611 par l'architecte Pierre Souffron, qui fait construire la nouvelle façade sur rue, entièrement en pierre. Le décor sculpté n'en est cependant achevé qu'au milieu du XIXe siècle. L'hôtel est classé monument historique en 1889.

## Histoire
En 1533, Jean de Bagis, conseiller au parlement de Bordeaux, rachète cinq immeubles qui appartenaient pour certains à l'avocat Raimond de Saint-Félix. En 1537, il passe commande au célèbre architecte Nicolas Bachelier pour un nouvel hôtel particulier. Jean de Bagis, personnalité importante, devient conseiller au Grand conseil entre 1538 et 1540, puis président aux requêtes du parlement de Toulouse en 1544. Il est par ailleurs l'époux d'Anne de Gondi, sœur d'Albert de Gondi, duc de Retz et proche de la reine Catherine de Médicis. À la mort de Jean de Bagis, l'hôtel passe à sa fille, Marguerite. Celle-ci épouse Jean de Paulo, président au Parlement, qui loue l'hôtel aux procureurs Jean Maynier, Raymond Vortin et Jean Boyer, et au référendaire de la chancellerie Saint-Simon. En 1588, le fils de Jean de Paulo, Philippe, hérite de l'hôtel. Après en avoir cédé plusieurs parts à Jean Boyer et à Françoise de Cathelan dès 1600 et probablement pressé par des ennuis financiers, il le vend complètement en 1601 à Nicolas de Guerrier.
Nicolas de Guerrier, apothicaire, a fait fortune grâce à sa boutique de la rue des Pélégantiers (emplacement des actuels no 3 et 5 rue du May) et a déjà accédé au capitoulat en 1583-1584 et en 1593-1594. Il meurt en 1606 et lègue l'hôtel à sa fille, Gabrielle, épouse de François de Clary. Celui-ci, président au Parlement de Toulouse, est une personnalité considérable : né à Cordes, venu sans fortune exercer la magistrature à Toulouse, il est devenu juge-mage de la sénéchaussée de Toulouse, puis, en 1606, conseiller du roi en ses conseils d'État, premier maître des requêtes de l'hôtel du roi. Il fait remanier à partir de 1609 la cour intérieure de l'hôtel et, surtout, édifier par l'architecte Pierre Souffron et les maîtres tailleur de pierre Pierre Bouc, Thomas Heurtematte, Pierre Monge et Arthur Legoust,, une imposante façade de pierre sculptée, ce qui est une nouveauté dans une ville tout entière vouée à la construction en brique : d'où le surnom d’« hôtel de pierre » (en norme mistralienne : oustal de pèiro ; en norme classique : ostal de pèira [usta'l de pɛ'ʲrɔ]) qui lui est resté. François de Clary est d'ailleurs accusé d'avoir utilisé des pierres destinées à l'édification du Pont-Neuf : un dicton populaire disait alors qu'« Il y a plus de pierres du pont à l'hôtel de pierre que de pierres au pont »,. C'est en tout cas François de Clary qui est à l'origine de la construction, à la suite de l'inondation de 1613, du pont de Clary, en bois, entre l'île de Tounis et le faubourg Saint-Cyprien. En 1611, François de Clary devient premier président du Parlement. Il meurt en 1616 sans voir la façade de pierre achevée, car seules les sculptures des portes et d'une des colonnes sont terminées : sa fille aînée hérite de l'hôtel, mais ne poursuit pas les travaux.
Vers 1654, l'hôtel est acheté par Richard Dejean, marchand enrichi, baron de Launac et capitoul en 1654-1655, 1671-1672 et 1682-1683. En 1710, la baronnie de Launac et l'hôtel de pierre sont vendus à Jean-Joseph Daguin. Conseiller au Parlement en 1719, président de la 2e chambre en 1734, il ne prend possession de l'hôtel qu'en 1727. Le bâtiment et sa charge de président du parlement passent en 1759 à son fils, du même nom. Durant la Révolution française, ce dernier est inquiété pour son passé de parlementaire. En 1794, en pleine Terreur, il est arrêté et enfermé dans la prison de la Visitation (emplacement de l'actuel no 41 rue de Rémusat), puis transféré à Paris, où il est jugé, condamné à mort et guillotiné sur la place de la Révolution le 14 juin 1794. Pendant ce temps, l'hôtel, confisqué et devenu bien national, est vendu à Jean-Pierre Sarremejane, ancien capitoul en 1772-1773. Vers 1808, il est vendu au négociant Esquirol.
En 1855, Calvet-Besson, nouveau propriétaire, achève l'œuvre commencée par François de Clary. Les travaux de la façade sur la rue de la Dalbade, engagés à partir de 1857, sont dirigés par l'architecte Urbain Vitry et le sculpteur Calmettes. En 1899, l'hôtel est classé aux monuments historiques.
Entre 1998 et 1999, malgré certaines oppositions, la façade de l'hôtel est complètement nettoyée. Les façades sur cour, cependant, ne bénéficient pas de ce traitement.

## Description
L'hôtel de Bagis s'organise entre cour et jardin. Les quatre corps de bâtiment sont disposés autour d'une cour centrale, tandis qu'un jardin se développe à l'arrière, jusqu'à la Garonnette.

### Façade
L'hôtel s'ouvre sur la rue de la Dalbade par une façade majestueuse. Composée de huit travées, son axe de symétrie est formé par les deux travées centrales, identiques, dont celle de gauche seulement abrite la porte cochère. La façade monumentale est élevée, entre 1609 à 1616, à la demande de Gabrielle de Guerrier et de son mari François de Clary, par l'architecte Pierre Souffron, aidé par plusieurs sculpteurs et maîtres tailleur de pierre qui se succèdent sur le chantier : Pierre Bouc, Thomas Heurtematte, Pierre Monge et Arthur Legoust,.
La façade est richement ornée d'un décor sculpté en pierre : pilastres, trophées d'armes, guirlandes, fruits. François de Clary fait placer, sur les chapiteaux d'acanthe, des aigles et des soleils qui rappellent ses armoiries, « d'or à l'aigle éployée de sable, au chef d'azur chargé d'un soleil rayonnant d'or ». Ses armes sont également placées au-dessus des portes, mais elles ont été martelées à la Révolution française. En 1855, Calvet-Besson fait compléter les sculptures de la façade et placer le blason de François de Clary et son monogramme au-dessus des portes. Il en confie la réalisation à l'architecte Urbain Vitry et au sculpteur Calmettes.

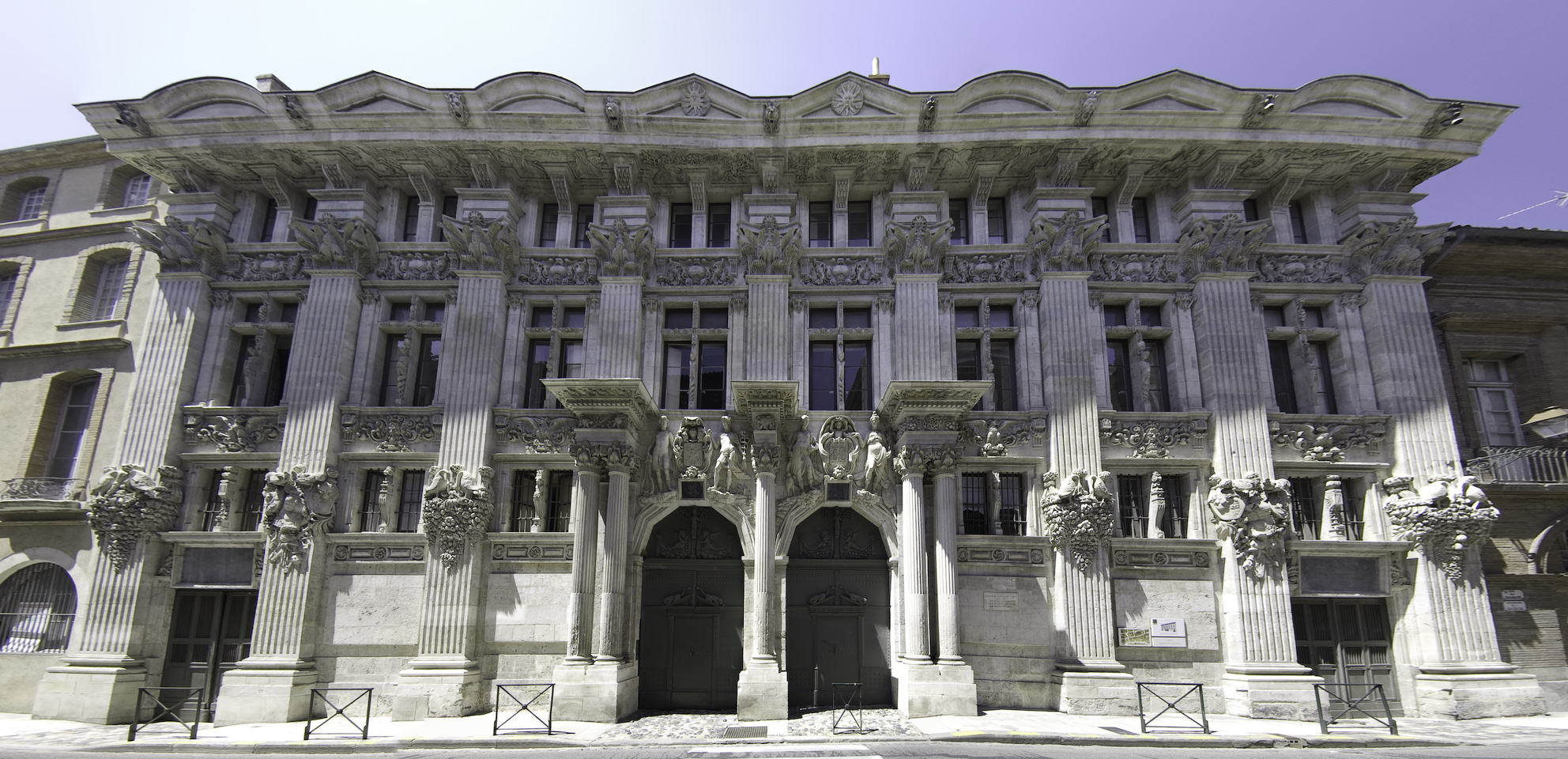
Vue d'ensemble de la façade.
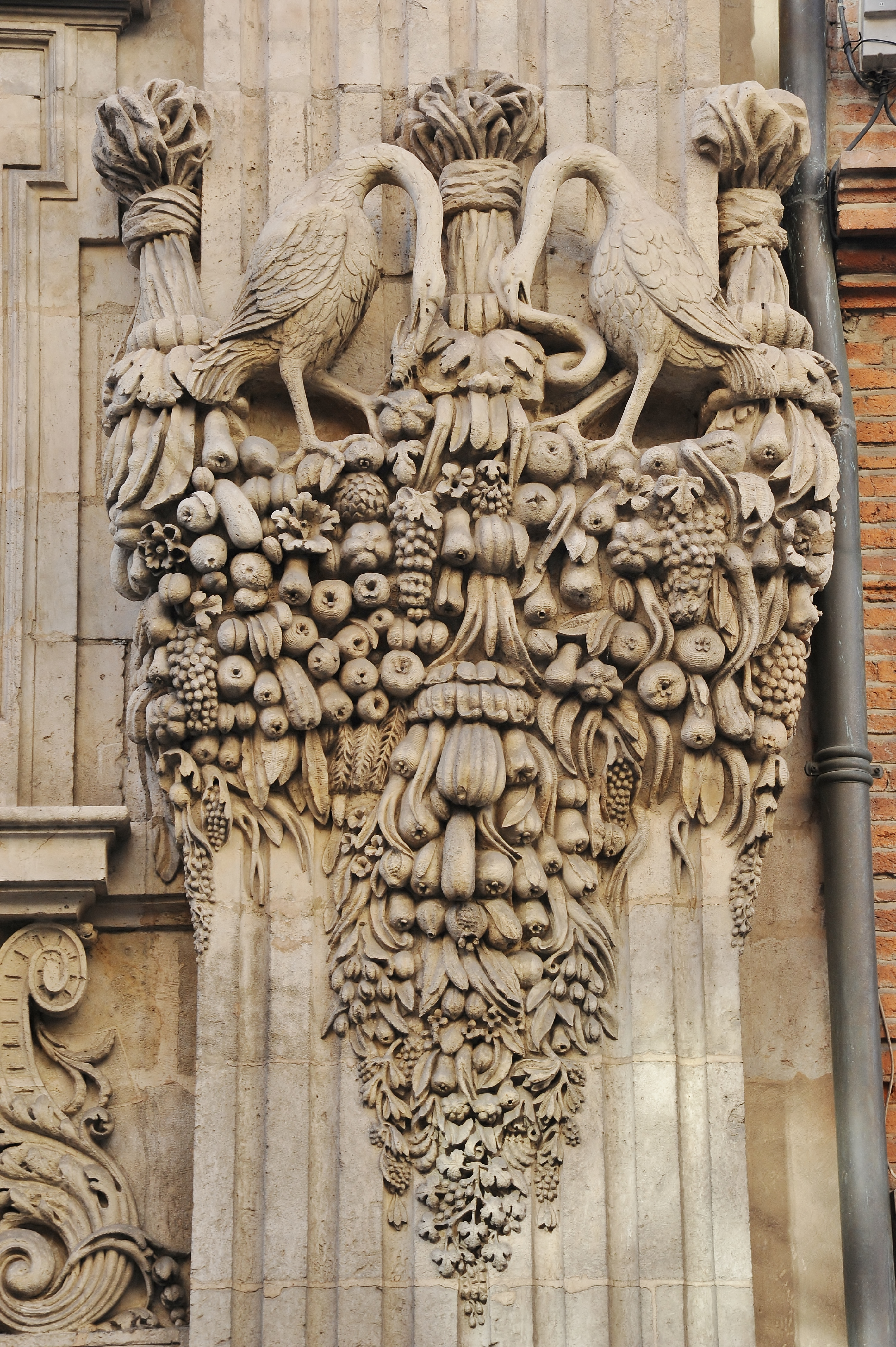
Détail de la façade.
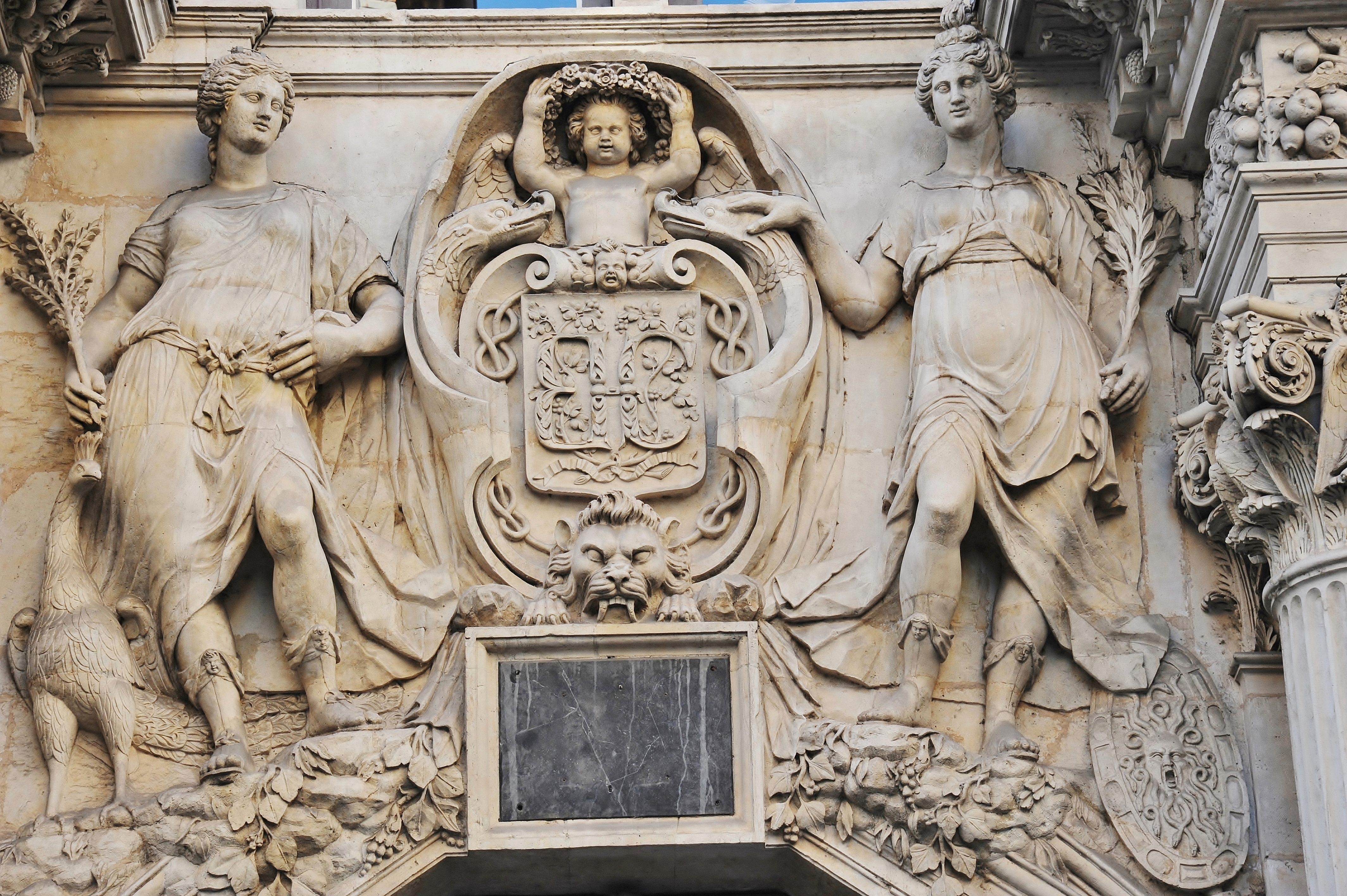
Junon et Minerve.
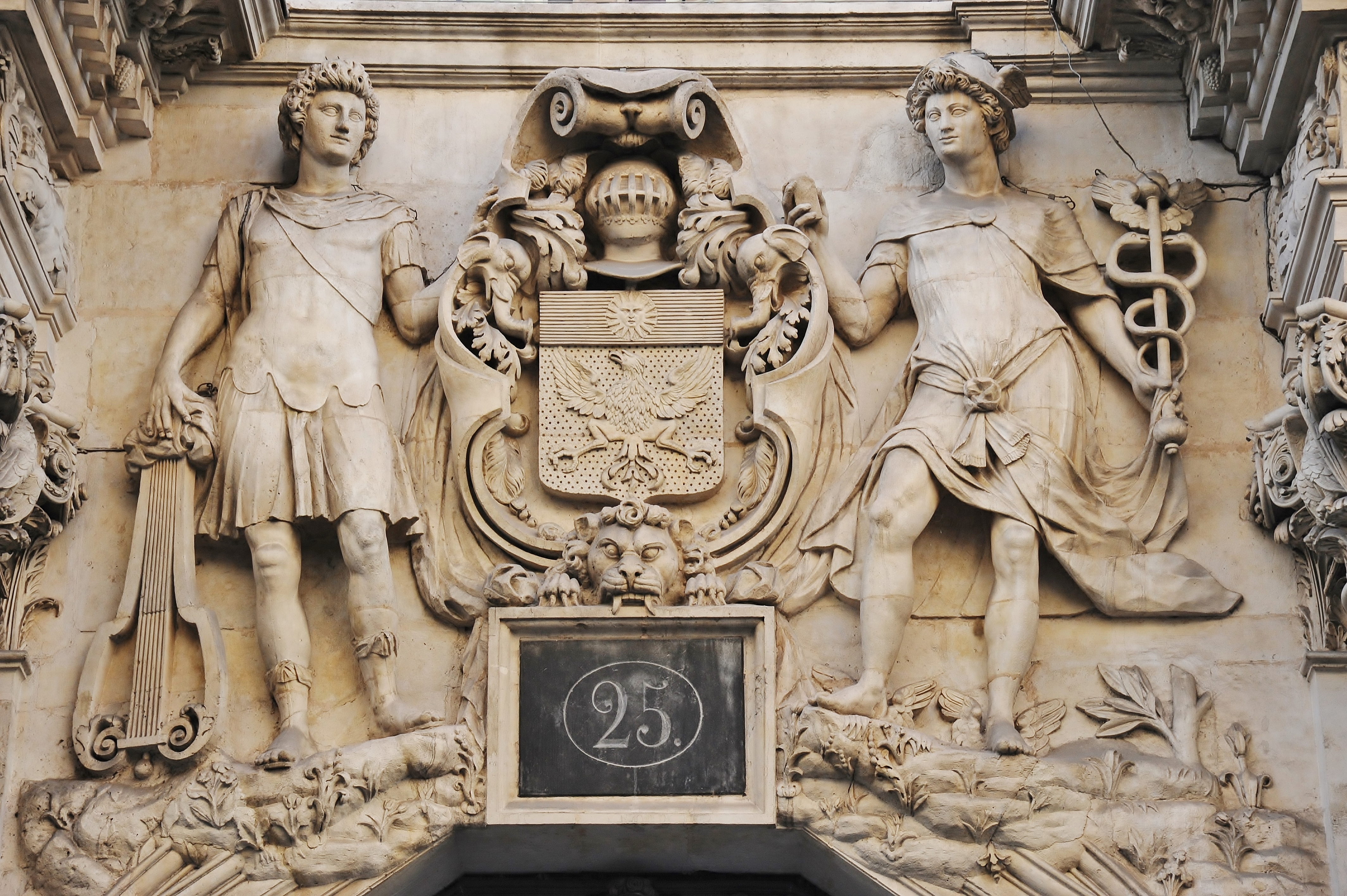
Apollon et Mercure.
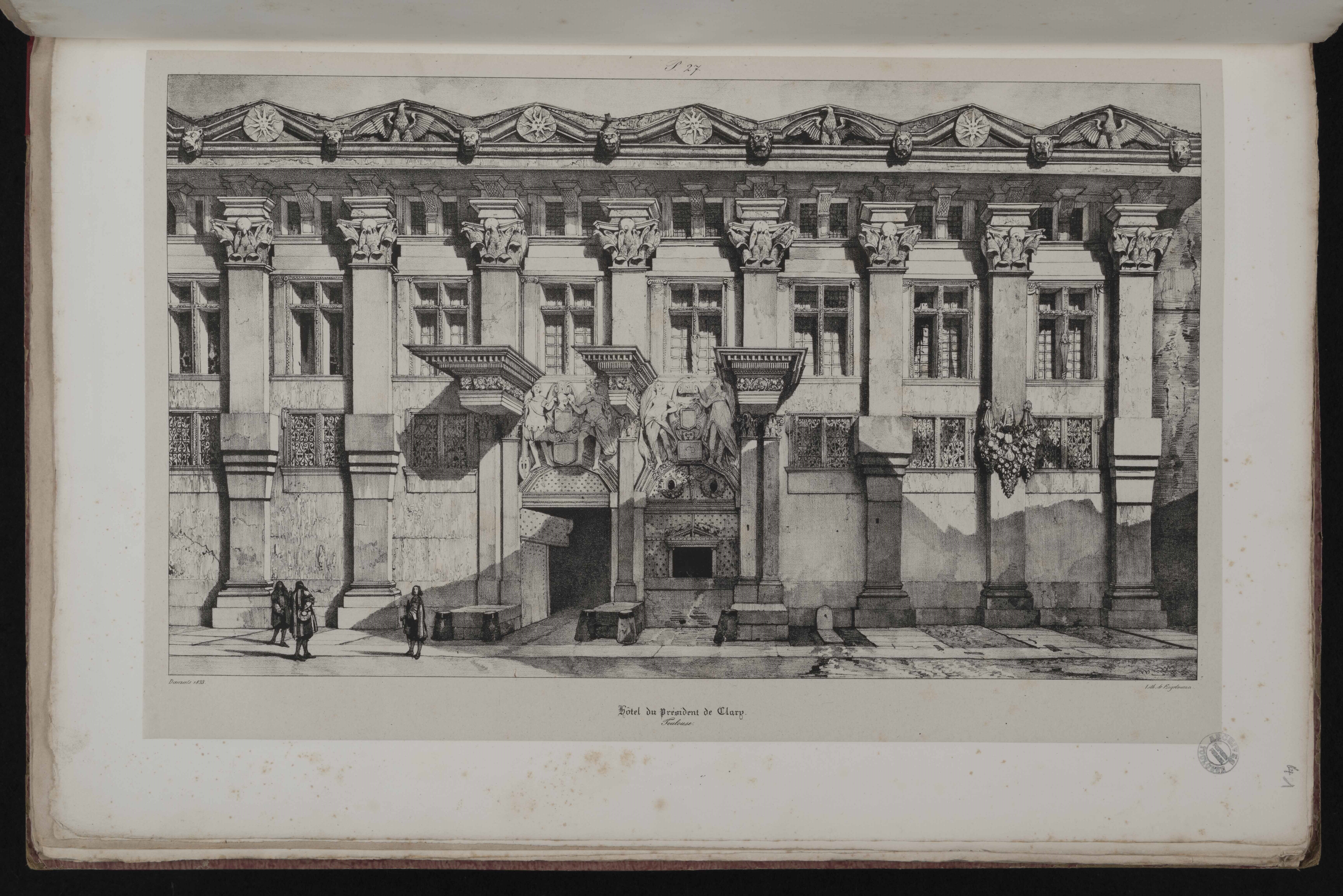
Gravure de la façade telle qu'elle était de la Renaissance jusqu'au premier tiers du XIXème siècle, avant d'être complétée en 1833.

### Cour intérieure
Nicolas Bachelier, selon le bail passé en 1537, conçoit quatre corps de bâtiment disposés en quadrilatère, ouverts sur une cour centrale. Les élévations sur cour, où se mêlent la pierre et la brique, sont richement ornées. L’œuvre de Bachelier est encore visible sur l'élévation ouest, qui est celle qui a été la moins remaniée par les campagnes de travaux successives. Des ouvertures similaires se retrouvent néanmoins sur les façades sud et est. Entre 1609 et 1616, François de Clary fait modifier les façades des corps de bâtiment sud et est sur cour en y faisant construire des portiques. Il fait également apposer des plaquages de pierre avec pilastres, mascarons et chapiteaux destinés à supporter des statues.

#### Façade sur cour de l'hôtel de Bagis (1538)
En 1538 Nicolas Bachelier met en place une représentation progressive de l'ordre dorique, de plus en plus complet au fil des niveaux, faisant de chaque fenêtre un temple à l'antique en miniature. Modernisant la fenêtre à colonnettes superposées venue d'Italie, il reprend la position des quarts de candélabres des fenêtres de l'hôtel du Vieux-Raisin en insérant un quart de colonne dorique dans l'ébrasement. Plutôt que de superposer deux petites colonnes, Bachelier préfère utiliser la hauteur de la baie pour présenter un ordre dorique complet en disposant un triglyphe aux proportions allongées sur la colonnette, conférant ainsi à l'ouverture, coiffée d'une imposante corniche, une plus grande monumentalité.
Jean de Bagis était un des personnages les plus importants de la ville, grand parlementaire et membre du Grand conseil du roi. Ses goûts étaient scrutés et imités, aussi ces fenêtres novatrices à Toulouse furent-elles copiées ou adaptées dans d'autres hôtels toulousains de la Renaissance, comme à l'hôtel de Brucelles, à l'hôtel Boysson-Cheverry, à l'hôtel Guillaume de Bernuy...
.

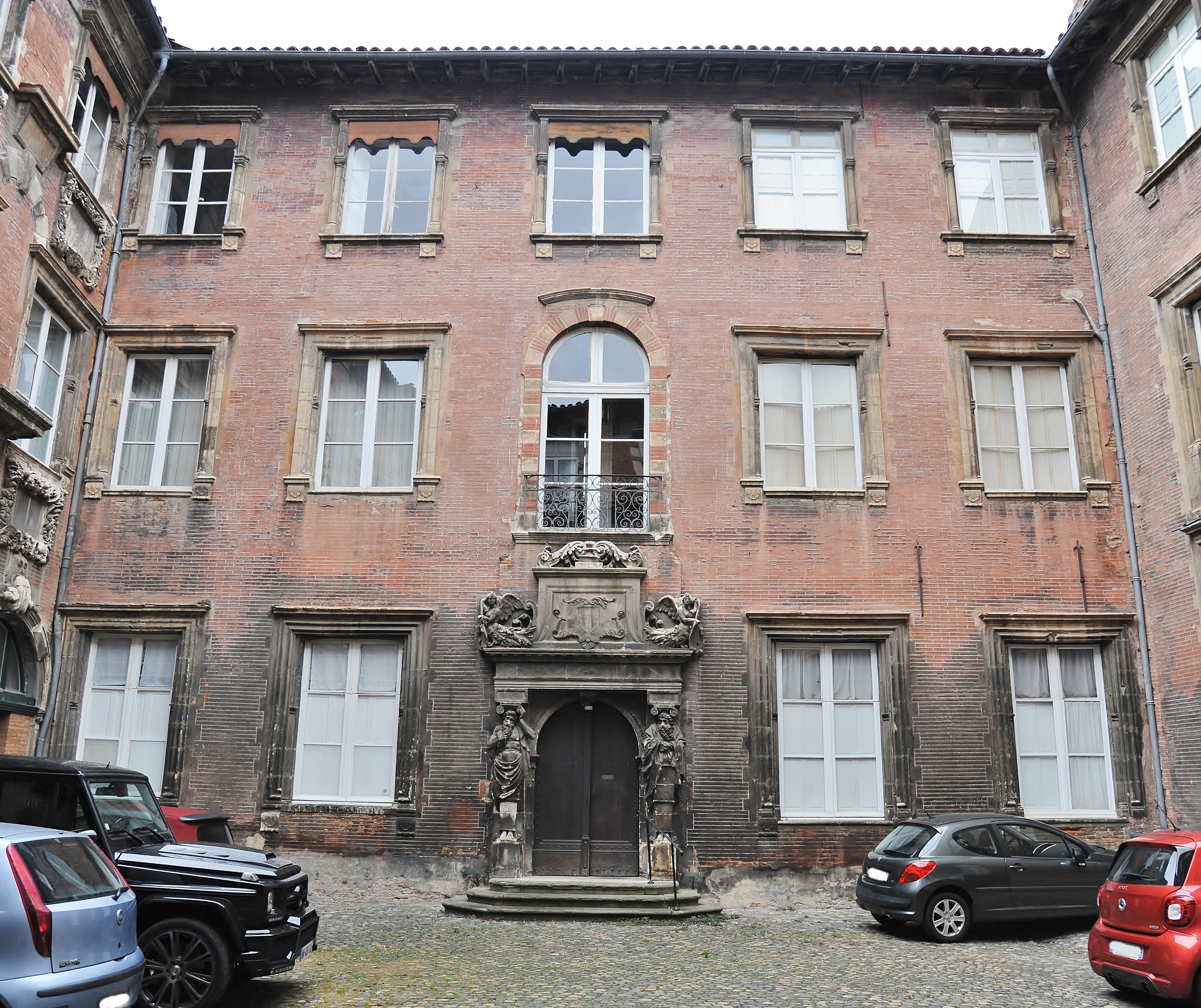
Façade sur cour de l'hôtel de Bagis
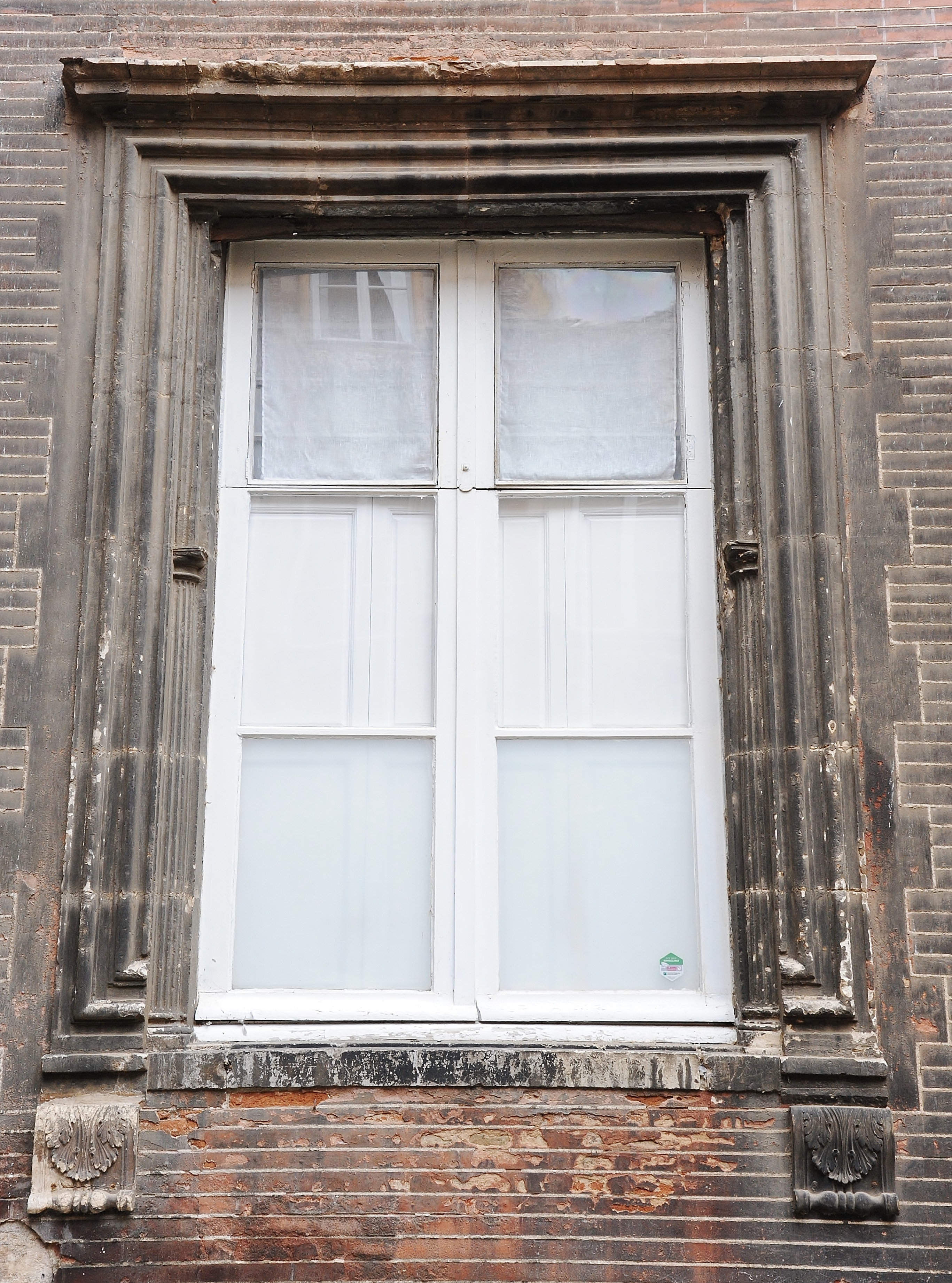
Fenêtre du rez-de-chaussée
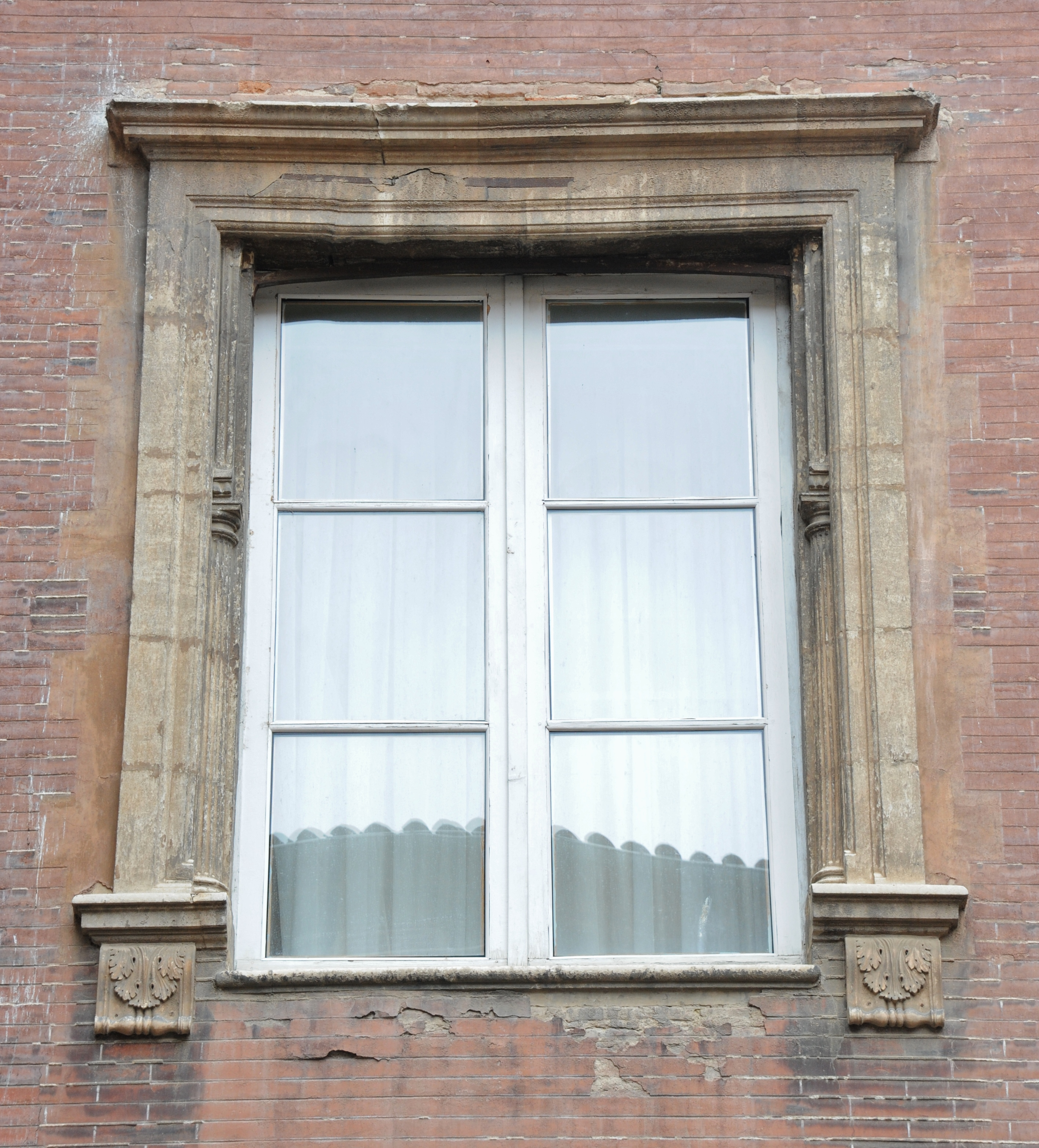
Fenêtre du premier étage
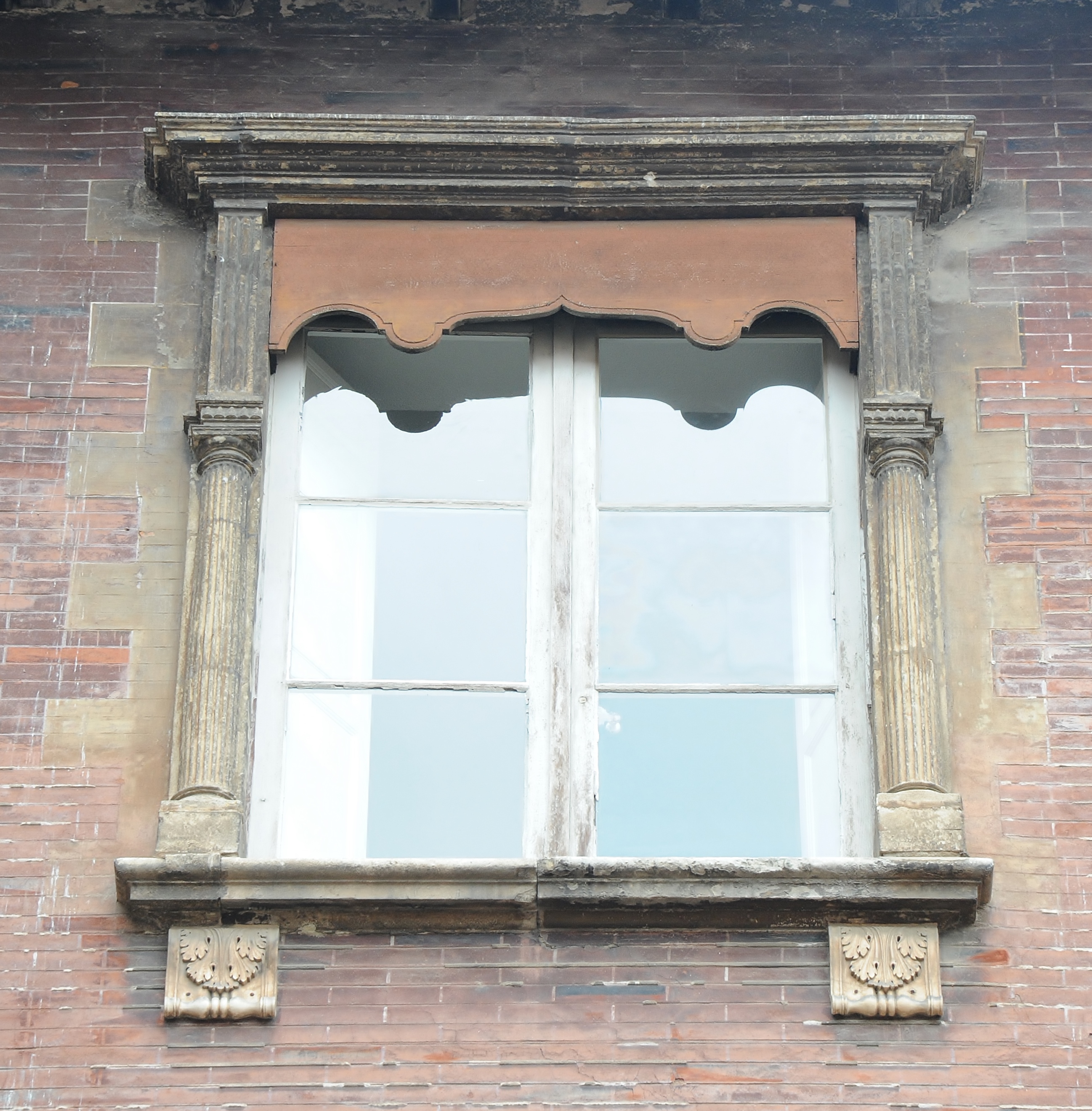
Fenêtre du deuxième étage

#### Façades sur cour de l'hôtel de Clary (débutXVIIesiècle)

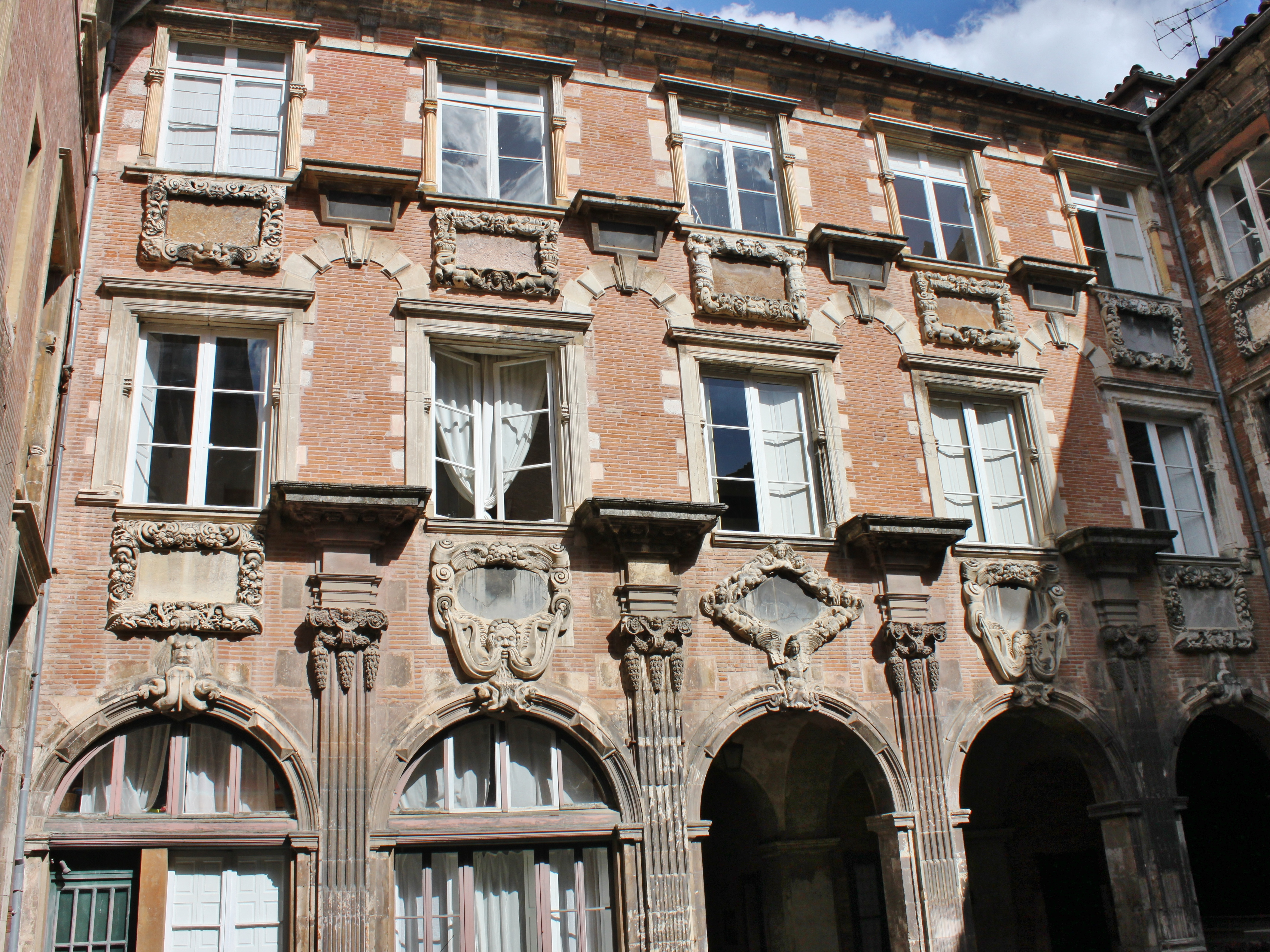
Façade est sur la cour intérieure.
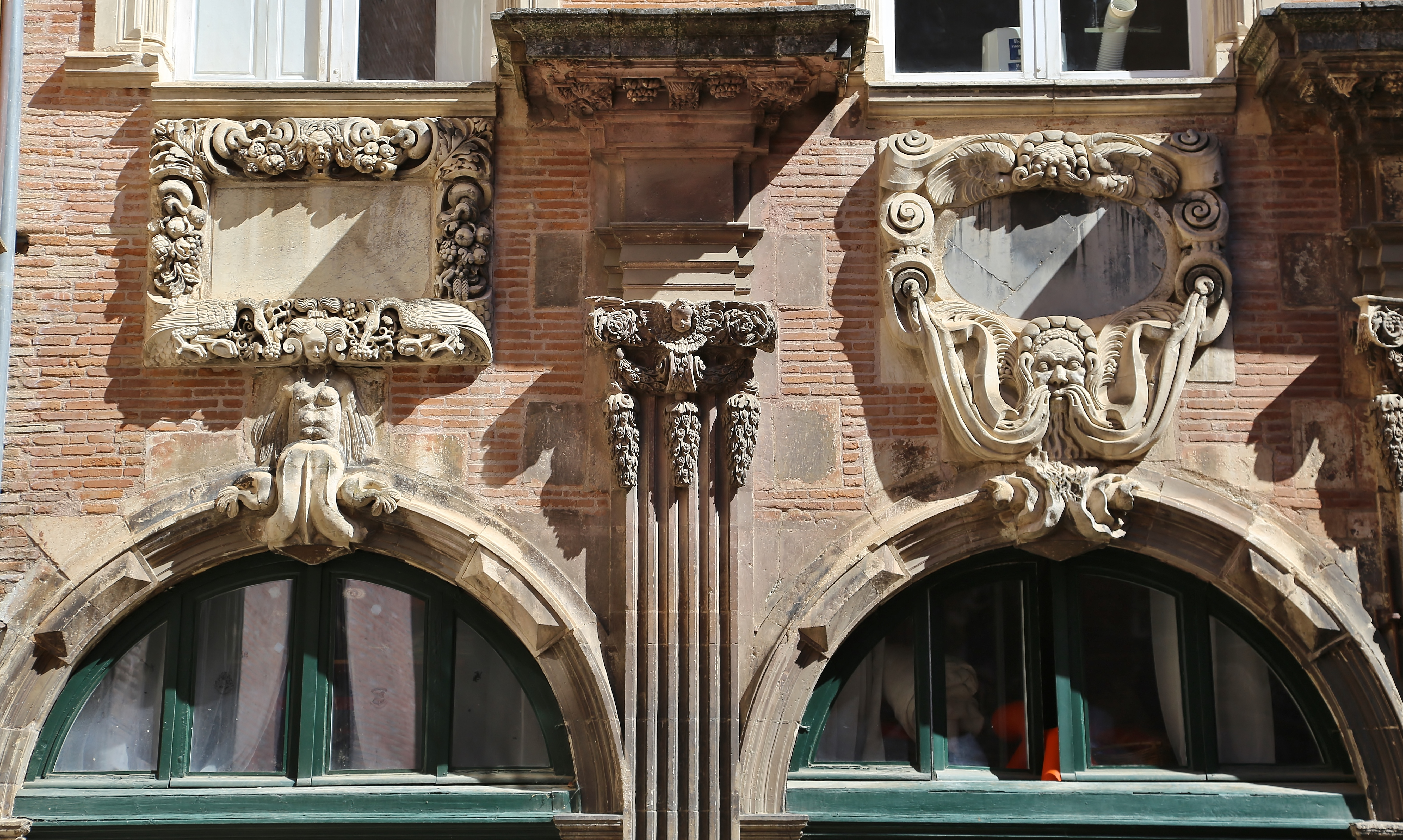
Détail de façade est sur la cour intérieure.
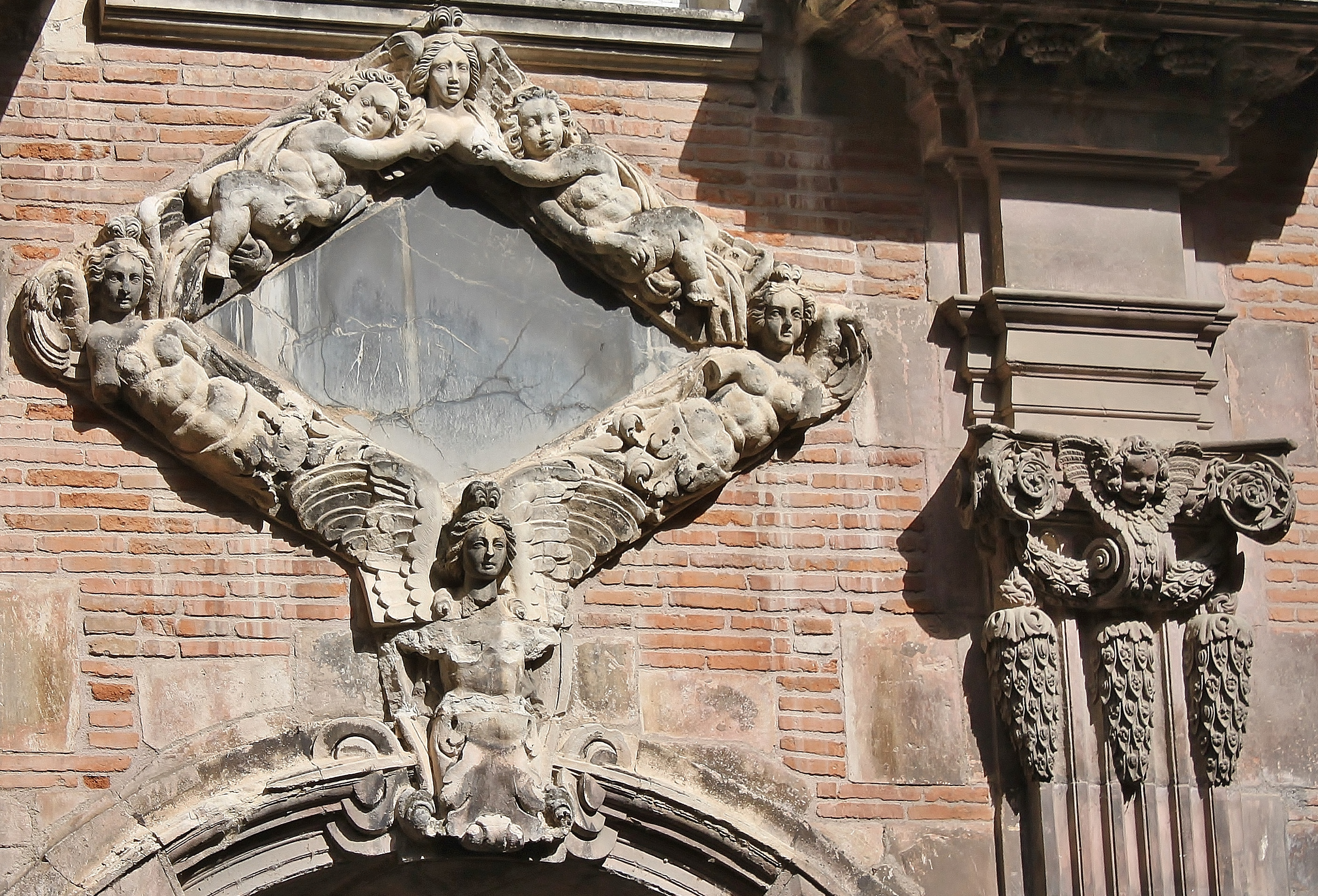
Détail de façade est sur la cour intérieure.
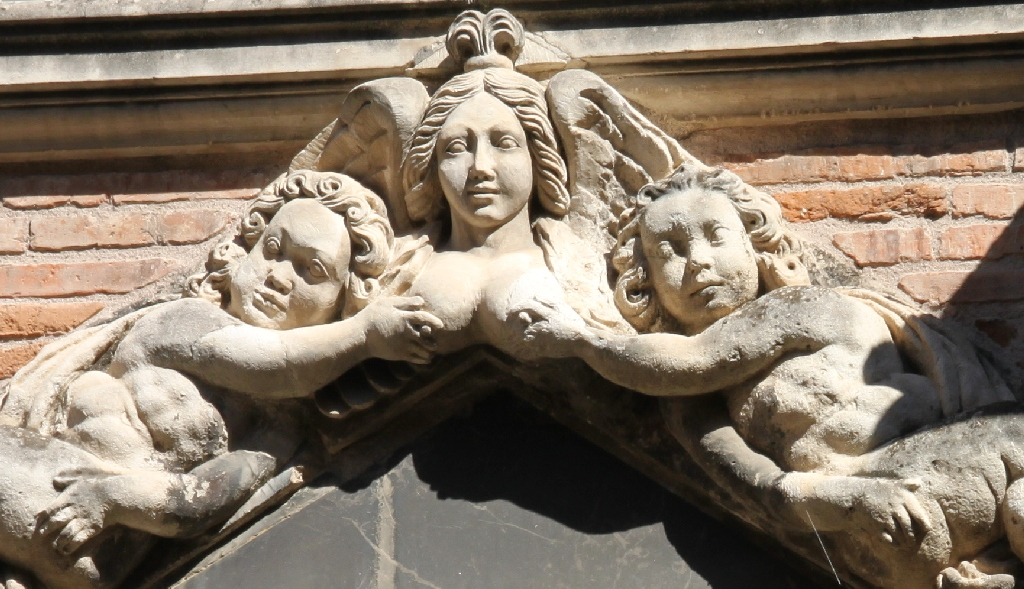
Détail de façade est sur la cour intérieure.
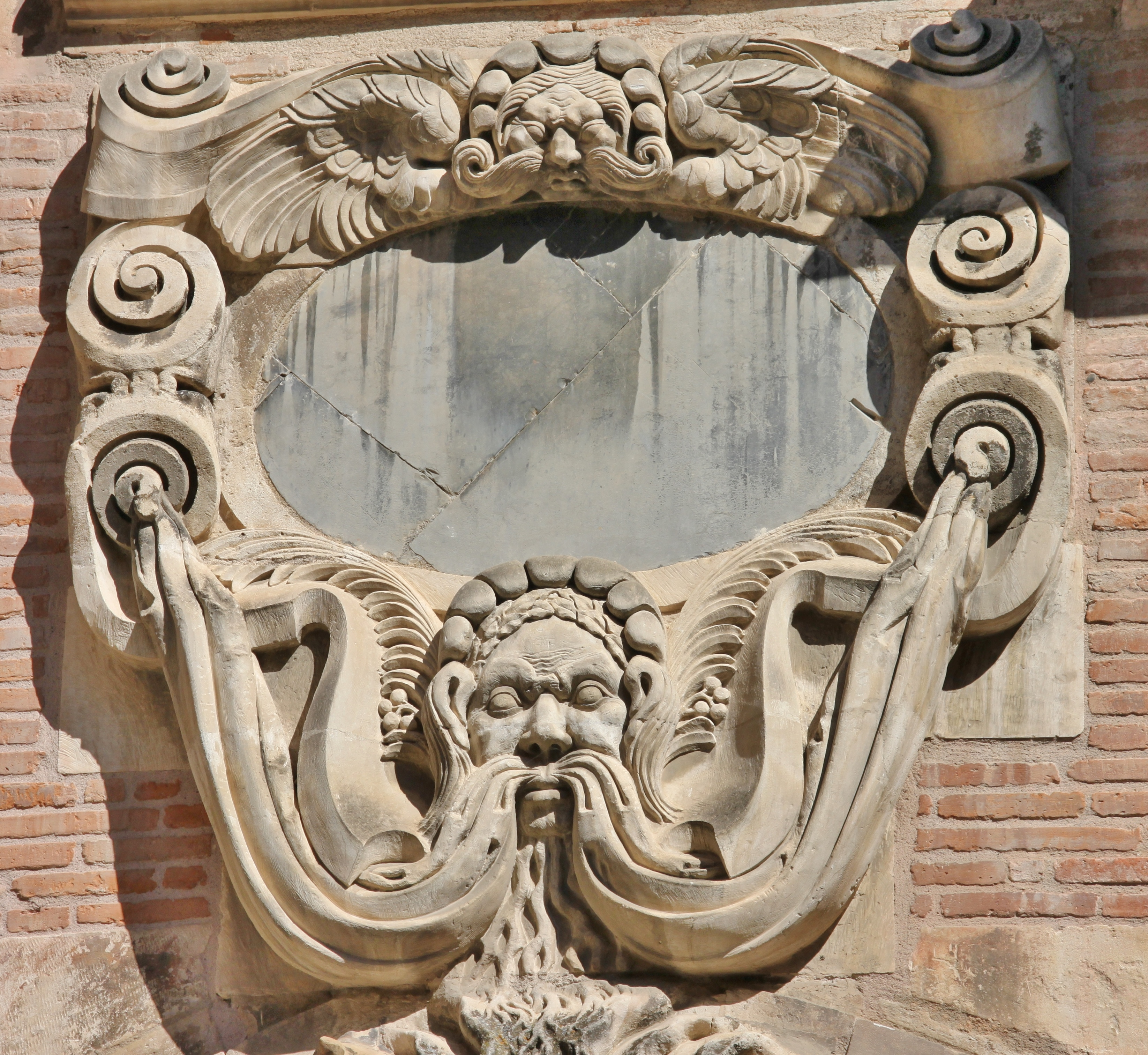
Détail de façade est sur la cour intérieure.

### Porte aux Atlantes
La datation de cette porte emblématique de la Renaissance toulousaine est encore l'objet de recherches des historiens. D'abord associée à la campagne de Nicolas Bachelier (1538) puis aux années 1545 en raison de sa ressemblance avec une gravure de 1539 des Regole generali de Serlio, elle a aussi été attribuée à l'atelier de Pierre Souffron (vers 1606) en raison de la réfection du perron et du bouleversement de la cour d'honneur à cette époque. Plus récemment la décennie 1550 a été proposée car des éléments (socle et gaine des atlantes, traitement anatomique...) sont similaires à des cheminées du château de Madrid sculptées après 1540, dont des gravures furent diffusées par Androuet du Cerceau dans les années 1550,,,. La porte ouvre sur une cage d'escalier à rampe droite, un des premiers exemples de ce type d'escalier à Toulouse : les escaliers à vis disparaissent progressivement des hôtels toulousains, sous l'influence de l'architecture Renaissance.

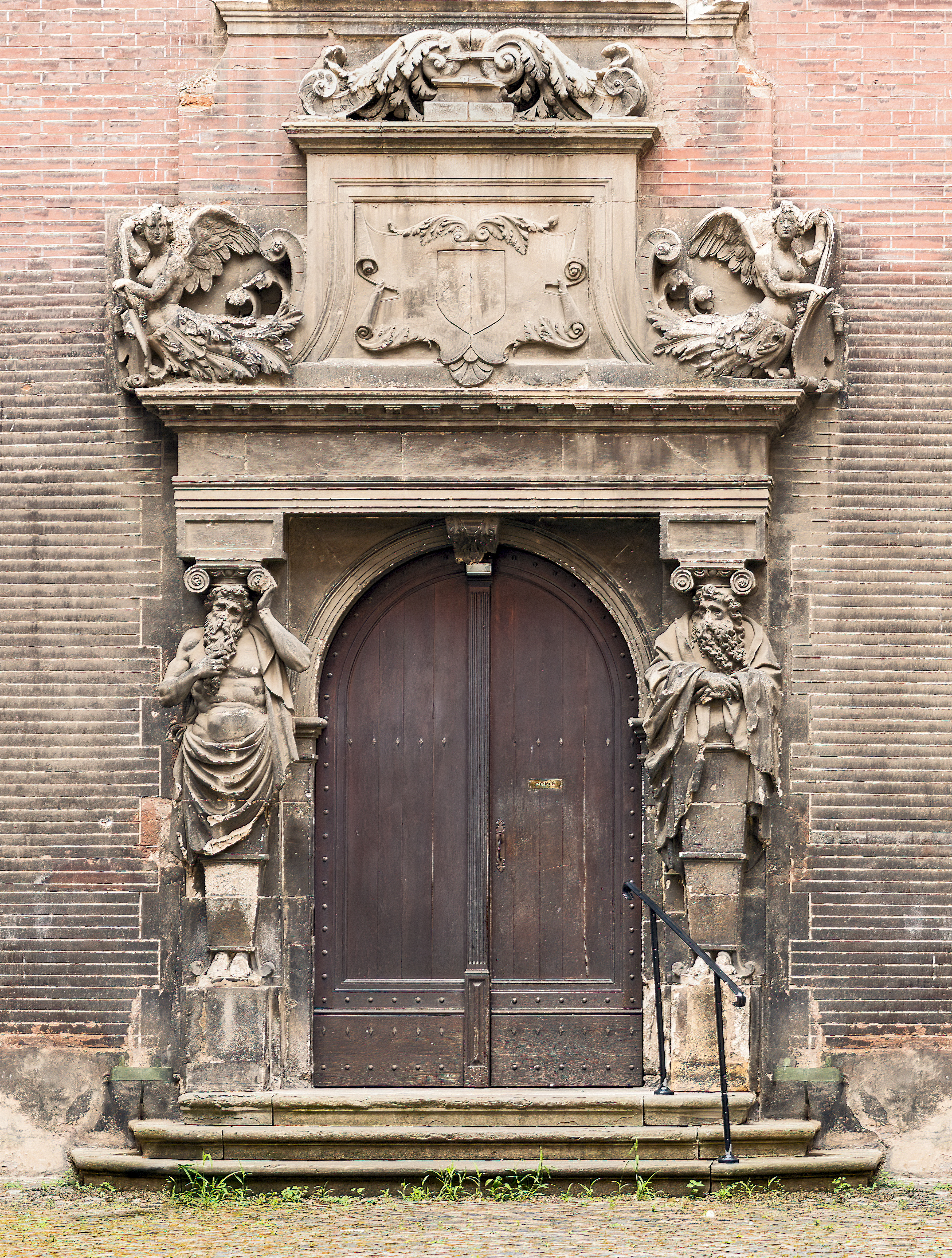
Porte des Atlantes par Nicolas Bachelier.
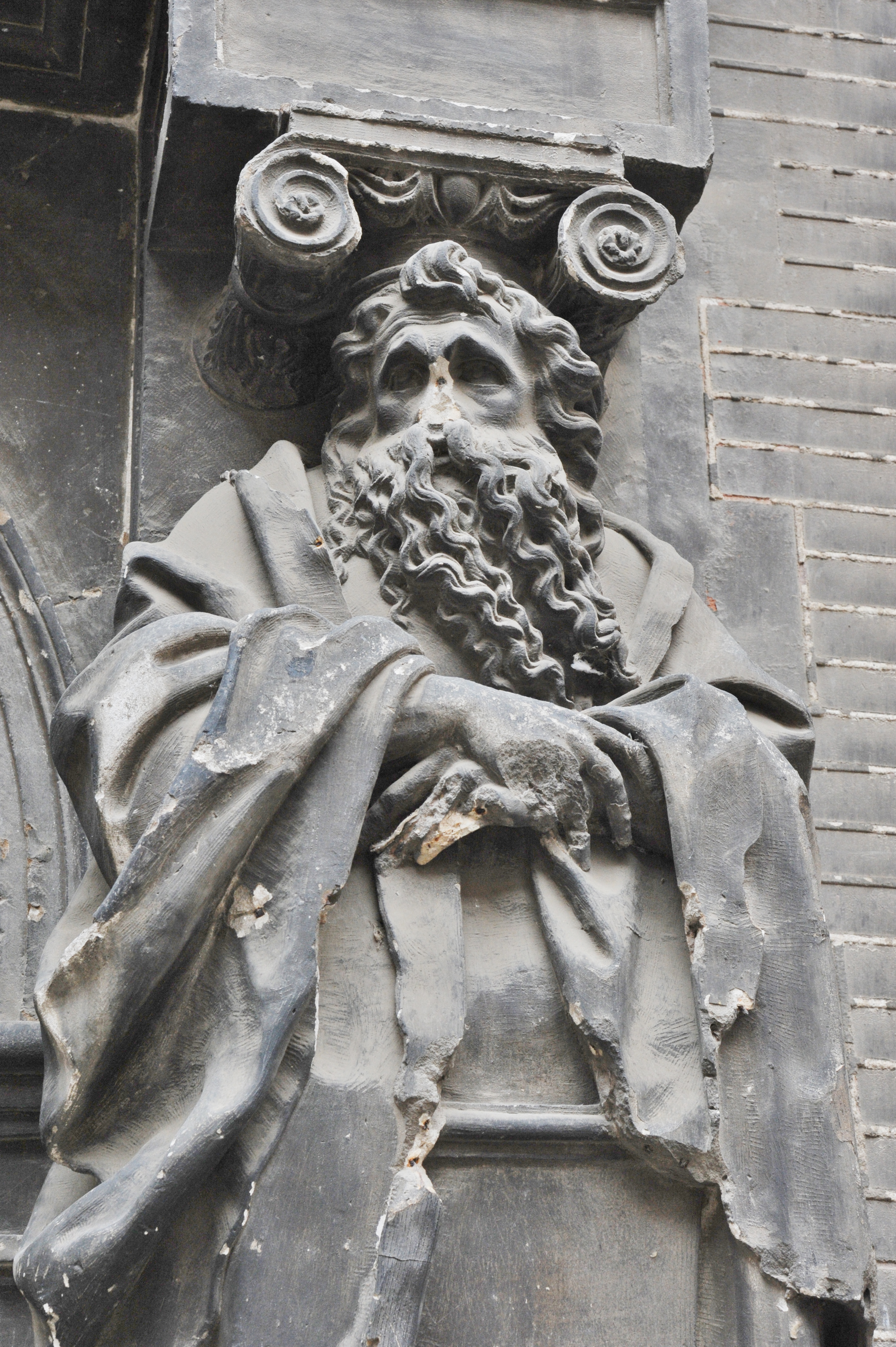
Détail de la porte des Atlantes : l'atlante de droite.
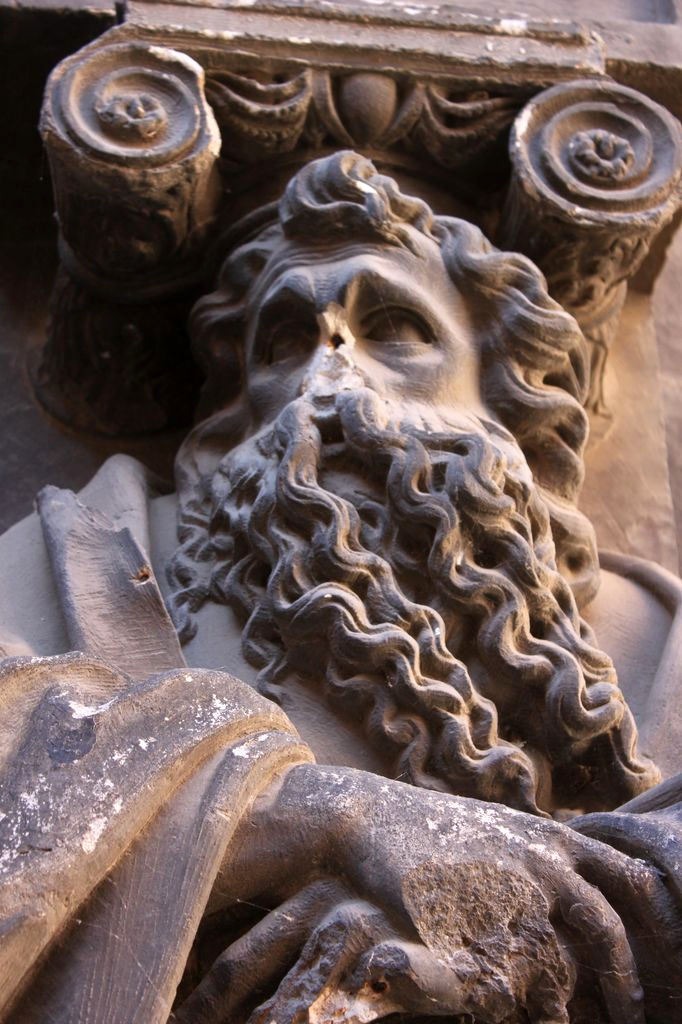
Détail de la porte des Atlantes : l'atlante de droite.
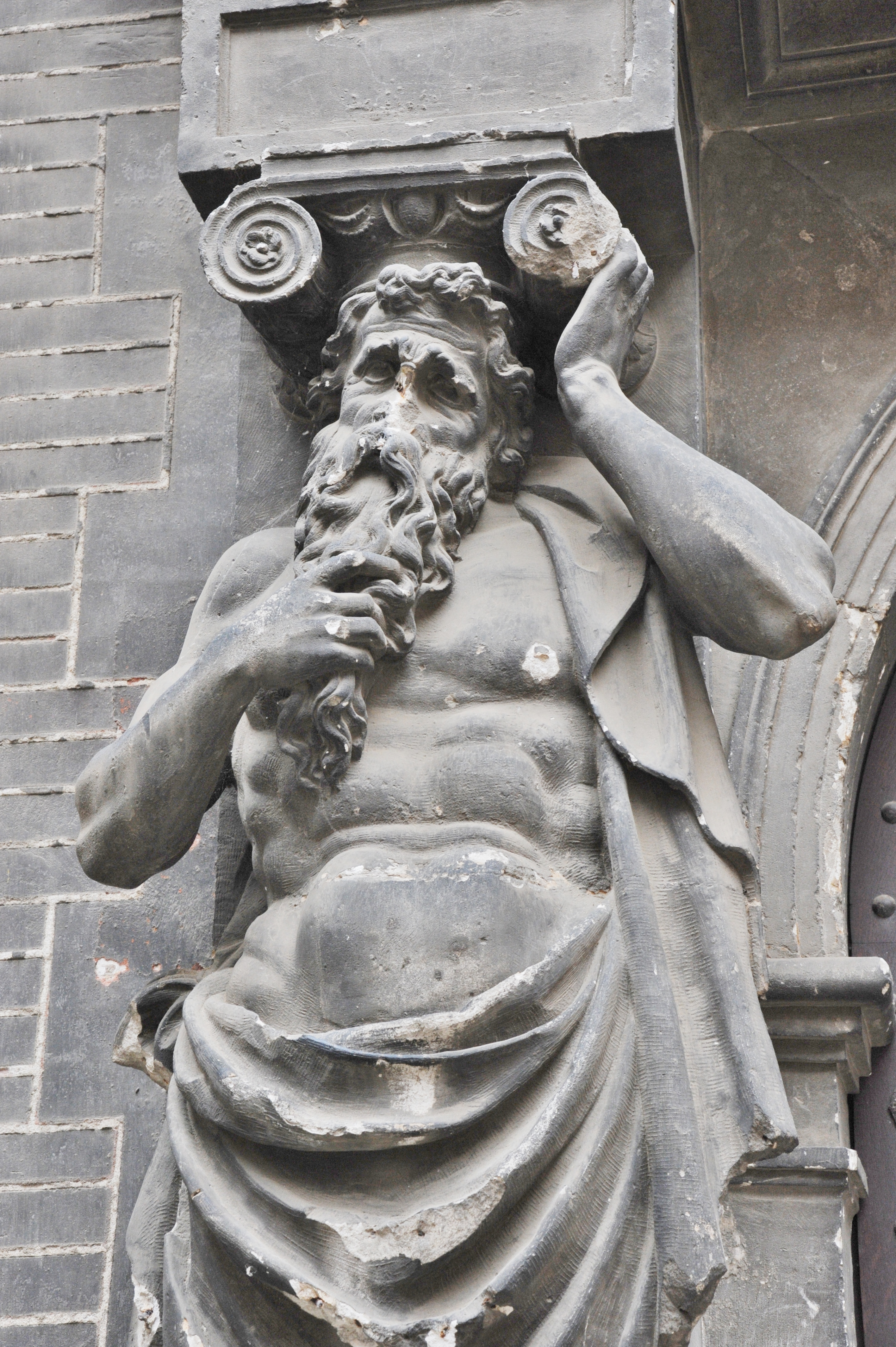
Détail de la porte des Atlantes : l'atlante de gauche.
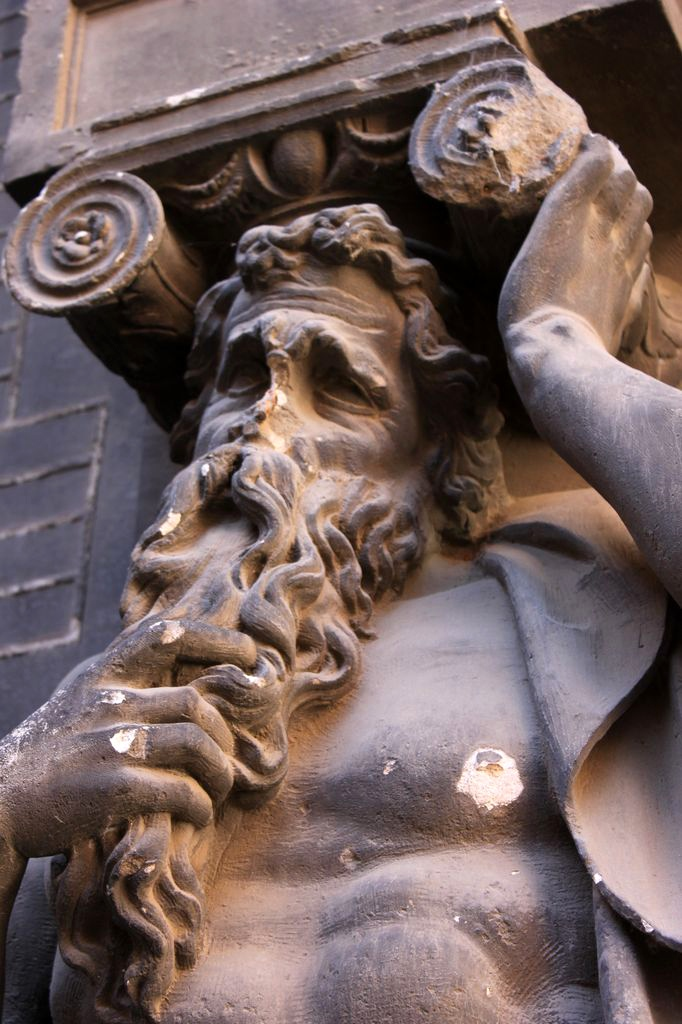
Détail de la porte des Atlantes : l'atlante de gauche.

### Intérieur
L'intérieur de l'hôtel conserve des plafonds peints et une cheminée monumentale de la Renaissance. Un décor de sculptures en terre cuite vient de la manufacture de Gaston Virebent.
Le grand escalier est l'un des premiers escaliers droits de la Renaissance toulousaine avec celui de l'hôtel d'Ulmo. Son décor marque l'apparition de l'ordre dorique à Toulouse, référence recherchée à l'architecture antique.
La partie inférieure de la cheminée date de 1538 et de la campagne de construction de Nicolas Bachelier et Antoine Lescalle : colonnes doriques sur les jambages, et sur le linteau une frise de masques, grotesques et bucranes. La partie supérieure date du début du XVIIe siècle et de la campagne de construction faite par les propriétaires François de Clary et son épouse Gabrielle de Guerrier. Elle est dominée par Pomone, la nymphe des jardins, qui supporte une guirlande de fruits. Elle est entourée de putti et de deux vieillards représentant Vertumne, dieu des vergers et des vignes.

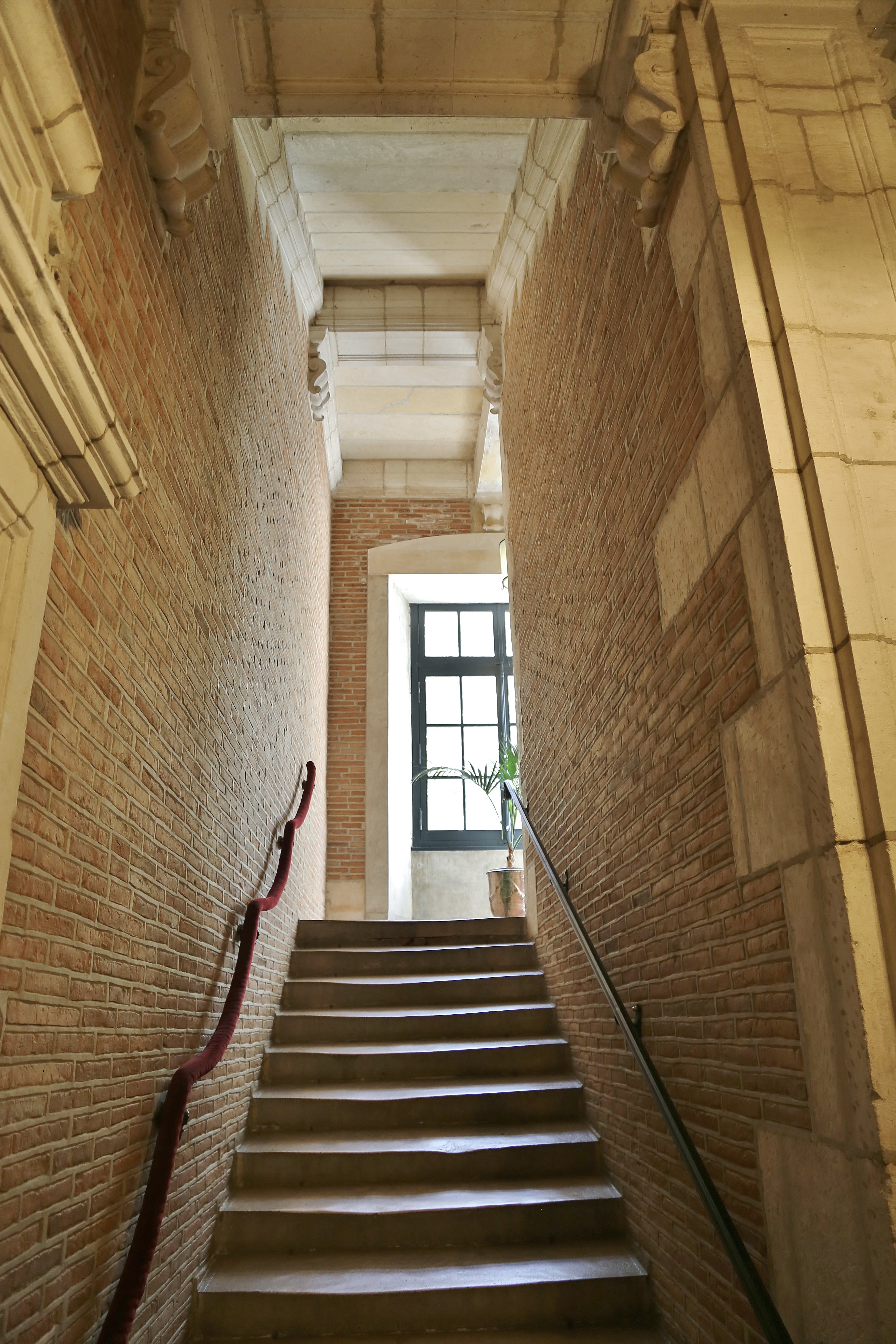
Escalier droit.
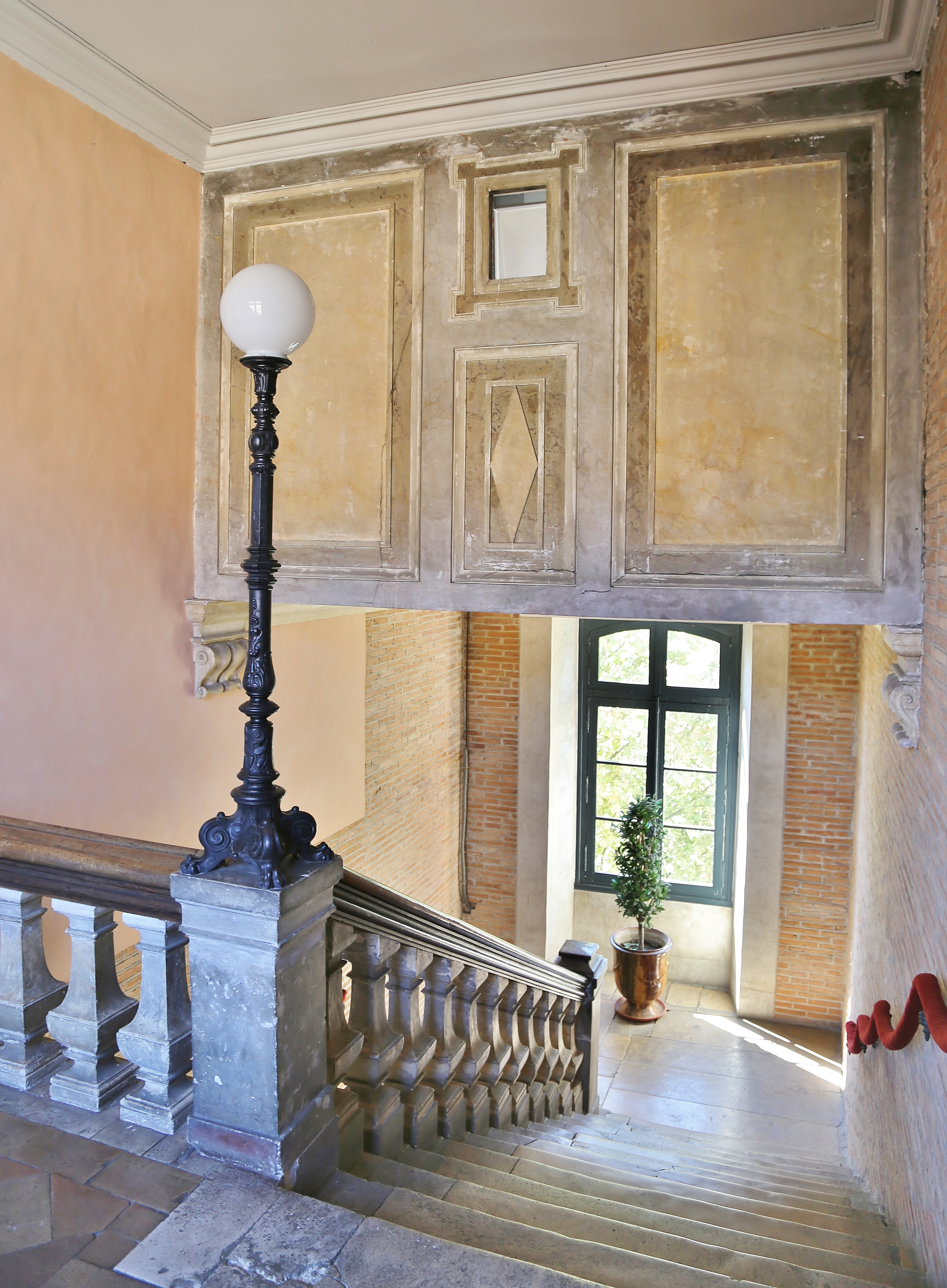
Sommet du grand escalier.
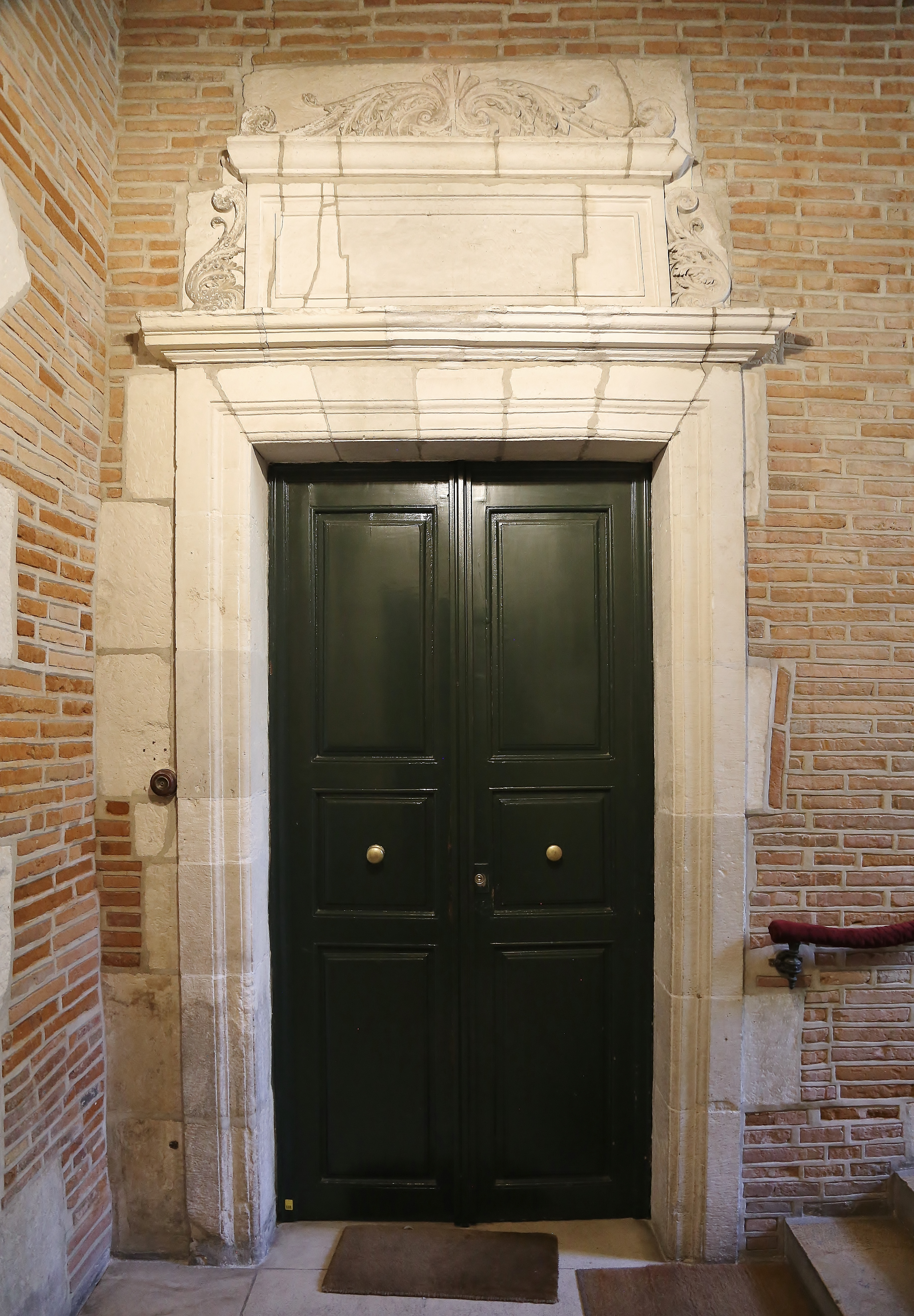
Porte intérieure Renaissance.
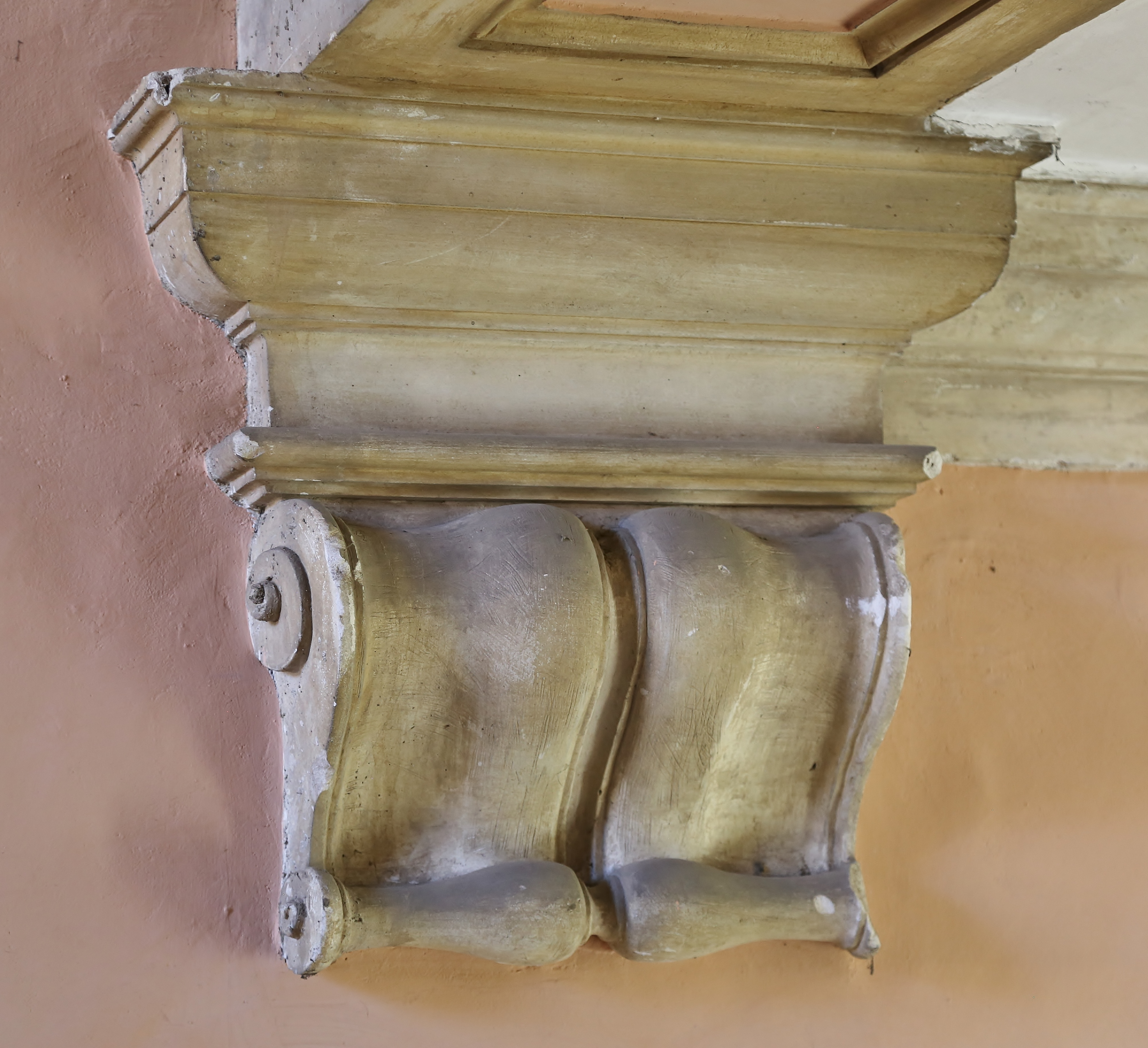
Chapiteau dorique dans l'escalier.
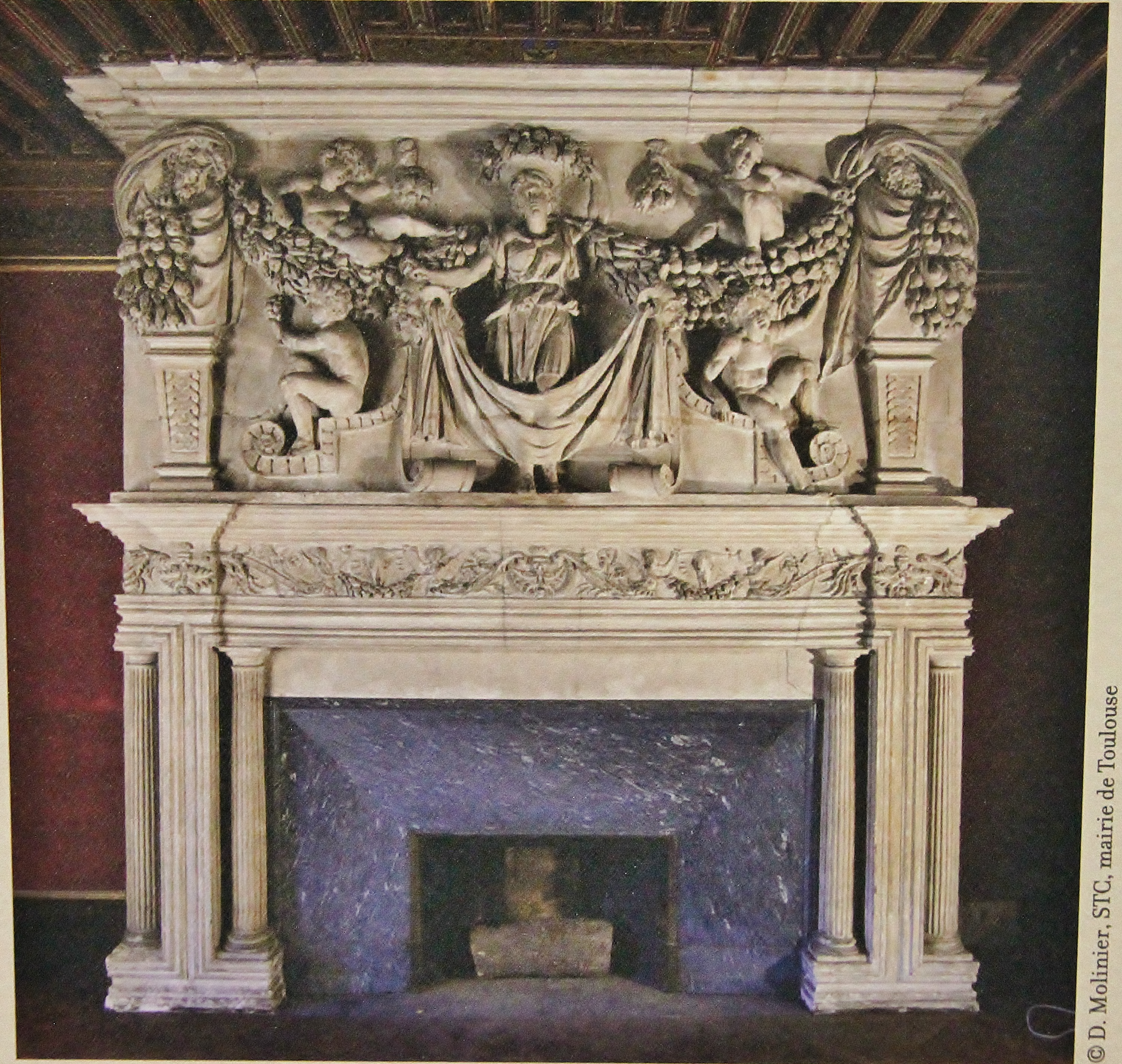
Cheminée monumentale.